# フェズント岩手
フェズント岩手（フェズントいわて、英文表記：Pheasant IWATE）は、岩手県盛岡市に本拠地を置き、日本野球連盟に加盟していた社会人野球の広域複合企業チームである。2015年に解散した。
特定非営利活動法人の岩手の野球を発展・躍進させる会により設立され、選手が複数の企業から報酬を得て構成される広域複合企業チームであった。ロゴとエンブレムは、県鳥でチーム名のキジを、岩手山と北上川などをあしらっていて、チームカラーの紫、赤、黄金色を用いていた。

## 概要
2006年、特定非営利活動法人の岩手の野球を発展・躍進させる会により設立され、2月14日に『フェズント岩手』として日本野球連盟に会社登録で新規加盟した。従来の広域複合企業チーム（日本製鉄かずさマジック、日本製鉄東海REX）は、元々新日本製鐵（現・日本製鉄）という巨大企業を核にしたチームがクラブチーム化する際に企業登録を残すために広域複合企業型のクラブチーム化を図ったのに対し、当チームはゼロからのチーム作りであることから広域複合企業チームを創設するリーディングケースとなるかが注目されていた。
2011年より、宮古第一病院がスポンサーに付き、公式メディカルサポートとして理学療法士や作業療法士を派遣していた。
2015年、資金繰りの悪化や選手の退部、さらに練習時間の確保に困難をきたしたことなどが理由となり、2月に廃部届を提出し、4月9日付けで正式に承認され解散した。

## 沿革
- 2005年6月27日 - ロゴとエンブレムが初披露される。
- 2006年2月14日 - 『フェズント岩手』として日本野球連盟に登録。
- 2015年4月9日 - 解散。

## 元プロ野球選手の競技者登録
- 泉沢彰（元：太平洋クラブライオンズ） - 総監督
- 猪久保吾一（元：千葉ロッテマリーンズ） - コーチ
- 竹下潤（元：西武ライオンズ） - コーチ兼投手

## かつて在籍していた主な選手
- 豊田圭史（投手） - 選手として2006年から2008年まで在籍。引退後は富士大学硬式野球部コーチ、監督を経て、現在は武相高等学校硬式野球部監督。